# 3FM Serious Request 2021
3FM Serious Request 2021 was de negentiende editie van de geldinzamelingsactie 3FM Serious Request. De actie was in samenwerking met het Wereld Natuur Fonds. Tijdens deze editie werd geld opgehaald voor bescherming en herstel van regenwouden in Zuid-Amerika. Als onderdeel van de actie werden vier dj's van de radiozender NPO 3FM opgesloten in een glazen huis in Amersfoort. Het evenement duurde van 18 tot en met 24 december. De opbrengst kwam uiteindelijk neer op € 2.000.183.

## Algemeen

### Terug naar oude invulling
De invulling van de actie was dit jaar weer vanouds: dj's die worden opgesloten in een glazen huis. Hiermee werd de vernieuwing van het evenement uit 2018 ongedaan gemaakt. Destijds werd er voor gekozen om het glazen huis te vervangen door een wandeltocht door Nederland. De opbrengsten van de edities zonder glazen huis echter vielen lager uit en bovendien moest de wandeltocht in 2020 vanwege de coronapandemie die dat jaar uitbrak worden afgelast. De tocht werd toen vervangen door een online editie waarbij de dj's een week lang werden opgesloten in een loods op Twente Airport.
Het glazen huis onderging wel enkele wijzigingen. Zo mochten dj's wel eten tijdens hun verblijf in het glazen huis en waren er interactieve effecten die beïnvloed konden worden door het publiek.

### Locatie
De actie vond plaats in Amersfoort op het plein de Oliemolenhof.

### Deelnemende dj's
De bewoners van het glazen huis waren Rob Janssen, Frank van der Lende, Sander Hoogendoorn en Jorien Renkema.

### Doel
Deze editie was de eerste keer dat de actie in samenwerking met het Wereld Natuur Fonds plaatsvond. Daarmee kwam een einde aan de samenwerking met het Rode Kruis, dat vanaf de eerste editie in 2004 tot en met 2020 meewerkte aan het evenement.
Het opgehaalde geld werd gedoneerd aan het Wereld Natuur Fonds. Deze organisatie ging het geld gebruiken voor het ontwikkelen van een actieplan om regenwouden in Zuid-Amerika te beschermen, waar ontbossing plaatsvindt. Het ophalen van geld ging door middel van het betaald aanvragen van muzieknummers en het organiseren van acties.

### Beperkingen door coronapandemie
Door de coronacrisis kon er bij de locatie van het glazen huis maar een beperkt publiek aanwezig zijn. In eerste instantie mochten er tussen 5:00 en 17:00 uur rondom het glazen huis maximaal 1000 mensen tegelijkertijd zijn. Dit beleid moest na de eerste dag veranderd worden door het intreden van een lockdown op 19 december. Het aantal van 1000 werd teruggebracht naar uitsluitend een paar genodigden per uur. Ook konden geplande extra activiteiten rondom het glazen huis zoals een kerstmarkt niet doorgaan. Optredens van artiesten gingen wel door.

## Tussenstanden en opbrengst
Dagelijks werd er een tussenstand bekendgemaakt.
| Dag         | Bedrag      |
| ----------- | ----------- |
| 19 december | € 358.723   |
| 20 december | € 482.792   |
| 21 december | € 684.635   |
| 22 december | € 903.390   |
| 23 december | € 1.215.462 |
| 24 december | € 1.453.889 |

### Eindopbrengst
Op 24 december om 17.00 uur werd de eindopbrengst van Serious Request 2021 bekendgemaakt. Frank van der Lende kreeg samen met Sander Hoogendoorn de cheque in handen. Sander maakte bekend het eindbedrag van €2.000.183,- te hebben opgehaald. De opbrengst ging naar het Wereld Natuur Fonds, voor het beschermen en herstellen van de tropische regenwouden.

## Tijdschema dj's
De actie begon op zaterdag 18 december om 12:00 uur en eindigde op vrijdag 24 december om 17:00 uur.
| DagTijdslot   | Zaterdag 18 december             | Zondag 19 december  | Maandag 20 december | Dinsdag 21 december | Woensdag 22 december | Donderdag 23 december | Vrijdag 24 december             |
| ------------- | -------------------------------- | ------------------- | ------------------- | ------------------- | -------------------- | --------------------- | ------------------------------- |
| 00:00 – 03:00 |                                  | Frank van der Lende | Rob Janssen         | Frank van der Lende | Jorien Renkema       | Rob Janssen           | Jorien Renkema                  |
| 03:00 – 06:00 | Rob Janssen                      | Jorien Renkema      | Rob Janssen         | Frank van der Lende | Jorien Renkema       | Frank van der Lende   |                                 |
| 06:00 – 09:00 | Sander Hoogendoorn               | Sander Hoogendoorn  | Sander Hoogendoorn  | Sander Hoogendoorn  | Sander Hoogendoorn   | Sander Hoogendoorn    |                                 |
| 09:00 – 12:00 | Jorien Renkema                   | Rob Janssen         | Jorien Renkema      | Jorien Renkema      | Rob Janssen          | Rob Janssen           |                                 |
| 12:00 – 15:00 | Sander Hoogendoorn & Rob Janssen | Rob Janssen         | Jorien Renkema      | Rob Janssen         | Rob Janssen          | Jorien Renkema        | Jorien Renkema                  |
| 15:00 – 18:00 | Frank van der Lende              | Frank van der Lende | Frank van der Lende | Frank van der Lende | Frank van der Lende  | Frank van der Lende   | Frank van der Lende (tot 17:00) |
| 18:00 – 21:00 | Jorien Renkema                   | Sander Hoogendoorn  | Sander Hoogendoorn  | Rob Janssen         | Sander Hoogendoorn   | Sander Hoogendoorn    |                                 |
| 21:00 – 00:00 | Sander Hoogendoorn               | Frank van der Lende | Jorien Renkema      | Sander Hoogendoorn  | Frank van der Lende  | Rob Janssen           |                                 |

## Verslaggeving
| Dj's                                                | Actie                                    |
| --------------------------------------------------- | ---------------------------------------- |
| Vera Siemons                                        | Presentatie updates op NPO 1             |
| Timur Perlin Olivier Bakker                         | Verslaggeving acties in het land         |
| Mark van der Molen                                  | Verslaggeving buiten bij het glazen huis |
| Luc Sarneel Andres Odijk Herman Hofman Sagid Carter | Presentatie-updates op NPO 3FM           |
| Wijnand Speelman                                    | Reportages vanuit Zuid-Amerika           |